# NAM Atlântico
Il NAM Atlântico della Marina brasiliana (ex HMS Ocean della Royal Navy) è una portaelicotteri d'assalto (Landing Platform Helicopter, "LPH"), l'unica della sua classe. Venne costruita alla fine degli anni novanta per sostituire le precedenti unità classe Fearless dalla Kvaerner Govan nei cantieri di Glasgow, utilizzando metodi e impianti di costruzione civili, prima di essere completata a Barrow-in-Furness.
Dismessa nel marzo 2018 dalla Royal Navy, la nave è stata venduta alla Marinha do Brasil assumendo la designazione iniziale di PHM Atlântico (A140) per poi assumere l'attuale.

## Progetto
È basata sul progetto della classe di portaerei Invincible ma, grazie ai metodi di costruzione commerciali utilizzati, il costo di costruzione di 154 milioni di sterline è comparabile a quello di una fregata Tipo 23.
Il primo appaltatore fu la Vickers Shipbuilding and Engineering Ltd (VSEL) ma la costruzione dello scafo venne subappaltata alla Kvaerner Govan. La VSEL ha provveduto all'installazione degli armamenti, dell'impianto elettrico e delle rifiniture finali. Venne varata l'11 ottobre 1995 e battezzata dalla regina Elisabetta II il 20 febbraio 1998, prima del suo viaggio di consegna al suo porto base di Devonport. Per il lancio degli elicotteri è dotata di un ponte di volo continuo senza trampolino (ski-jump), perché non supporta i Sea Harrier in modalità operativa; può comunque trasportarli e ne permette il decollo verticale senza carico utile e l'appontaggio.

## Nella Marinha do Brasil

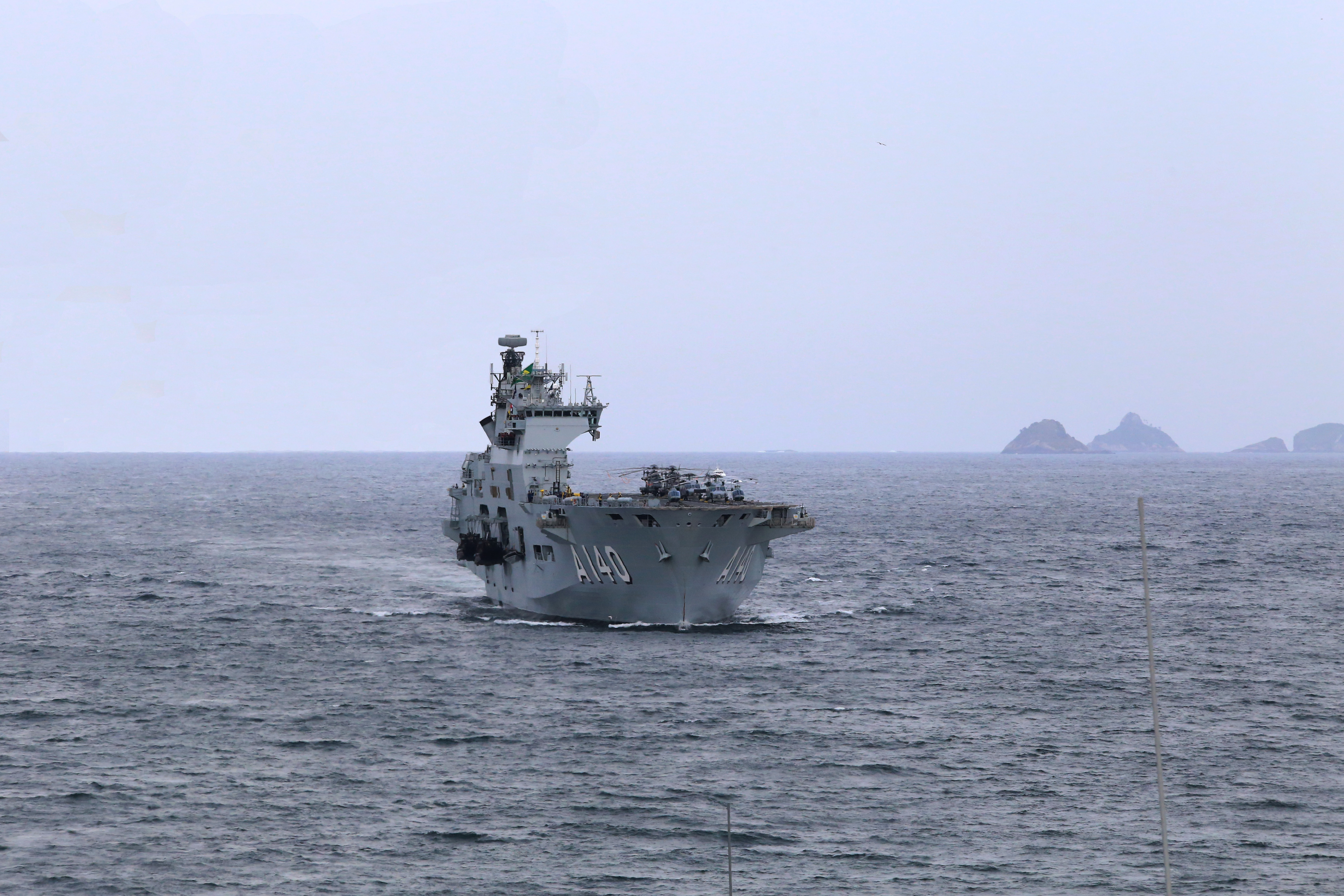
NAM Atlântico all'ingresso della baia di Guanabara, Rio de Janeiro

Nel frattempo, il 17 febbraio 2018, il Ministro della difesa britannico confermava che la nave era stata venduta al Brasile.
La nave è stata commissionata nella Marinha do Brasil il 29 giugno 2018 col nome NAM Atlântico (A140) designazione di Navio Aeródromo Multiproprósito, la nave ha la capacità di operare fino a 18 elicotteri e UAV, in Marina può imbarcare una miscellanea di Seahawk, Super Cougar, Super Linx e altri della forza, ho già operato con elicotteri FAB e dell'esercito brasiliano imbarcati.

## Servizio precedente
Entrata in servizio il 30 settembre 1998, completò il suo programma di prova e addestramento iniziale alle operazioni marittime nella primavera del 1999. Mentre era sottoposta alle prove di prima classe, venne inviata in Honduras in una missione di supporto umanitario in seguito alle conseguenze di un uragano.
L'Ocean venne costruita per fornire le capacità di assalto anfibio offerte in precedenza dalla HMS Albion e dalla Bulwark, ossia trasportare una forza militare imbarcata supportata da dodici elicotteri da trasporto medi Sea King HC-4, sei elicotteri da trasporto leggeri/anticarro Lynx AH-7 e quattro mezzi da sbarco Mk5 operati dal 9 Assault Squadron Royal Marines. I suoi ruoli secondari includono l'addestramento in mare, limitata guerra antisottomarini e fornire una base per operazioni antiterrorismo.
Prima che divenisse disponibile è stato compito delle portaerei classe Invincible fornire supporto alle missioni di assalto con elicotteri. L'Ocean le libera da questo compito permettendo da concentrarsi sul ruolo per cui sono state progettate. Nel 2002 ha giocato un ruolo importante nel reprimere l'attività dei ribelli della Sierra Leone, durante la guerra civile, fungendo da base per i Boeing CH-47 Chinook della RAF.
Fece parte della task force incaricata dell'operazione Telic, il contributo britannico alla guerra in Iraq e all'invasione dell'Iraq del 2003. In quest'occasione ebbe l'onore di battaglia "Al Faw 2003". Nel suo ruolo di portaelicotteri d'assalto venne assistita dalla HMS Ark Royal.
Nell'estate del 2004 vennero condotte prove di utilizzo di un Apache AH Mk 1, per permettere eventualmente al nuovo elicottero d'assalto dell'esercito britannico di operare dalla Ocean.
Nel 2011 la Ocean partecipò all'Operazione Ellamy, ovvero il contributo britannico all'intervento militare in Libia del 2011 e all'Operazione Unified Protector.
Nel 2012 risalì il Tamigi fino a Londra per garantire la sicurezza durante i Giochi della XXX Olimpiade.
L'Ocean è la nave adottata dalla città di Sunderland.
La HMS Ocean è stata radiata dal servizio attivo con la Royal Navy il 28 marzo 2018, alla presenza della regina Elisabetta II; il suo posto è stato preso dalle nuove portaerei della classe Queen Elizabeth.